# Otomops wroughtoni
Otomops wroughtoni  (Thomas, 1913) è un pipistrello della famiglia dei Molossidi diffuso in India e Cambogia.

## Descrizione

### Dimensioni
Pipistrello di medie dimensioni, con la lunghezza della testa e del corpo tra 87 e 99 mm, la lunghezza dell'avambraccio tra 63 e 67 mm, la lunghezza della coda tra 41 e 49 mm, la lunghezza del piede tra 10 e 14 mm, la lunghezza delle orecchie tra 31,2 e 34 mm e un peso fino a 27 g nelle femmine e 36 g nei maschi.

### Aspetto
La pelliccia è fine e vellutata. Le parti dorsali sono marroni scure, con le spalle di un contrastante bianco-grigiastro. Le parti ventrali sono più chiare, con la parte inferiore del collo grigiastra. La parte superiore della testa è marrone lucido, con una piccola macchia biancastra alla base di ogni padiglione auricolare. Una sottile linea bianca scorre lungo i fianchi e l'attaccatura delle membrane alari. Le orecchie sono molto grandi, ovali e unite lungo il margine anteriore interno convesso, cosparso quest'ultimo di circa una dozzina di papille cornee. Il margine posteriore è diritto superiormente e convesso sotto. Il trago è rudimentale, piccolo e triangolare, mentre l'antitrago è assente. Una piccola sacca ghiandolare superficiale è presente sotto la gola nei maschi. La coda è lunga e si estende oltre l'uropatagio.

### Ecolocazione
Emette ultrasuoni sotto forma di impulsi a banda stretta e frequenza quasi costante con picchi a 14–17 kHz.

## Biologia

### Comportamento
Si rifugia all'interno di grotte in gruppi di circa 70 individui.

### Alimentazione
Si nutre di insetti.

### Riproduzione
Le femmine danno alla luce un piccolo alla volta.

## Distribuzione e habitat
Questa specie è conosciuta soltanto in tre località dell'india, presso Talewadi, nello stato meridionale del Karnataka, vicino al villaggio di Nongtrai e nelle Jaintia Hills, nello stato nord-orientale del Meghalaya e nella provincia cambogiana di Preah Vihear.
Vive nelle foreste umide decidue, foreste tropicali semi-sempreverdi tra 140 e 800 metri di altitudine.

## Conservazione
La IUCN Red List, considerata la scarsità di informazioni circa il suo areale, lo stato della popolazione, la tassonomia, l'ecologia e le eventuali minacce, classifica O.wroughtoni come specie con dati insufficienti (DD).
La Società Zoologica di Londra, in base ad alcuni criteri evolutivi e demografici, la considera una delle 100 specie di mammiferi a maggior rischio di estinzione.